# Супханбури (провинция)
Супханбури (тайск. สุพรรณบุรี) — провинция в центральной части Таиланда. Площадь региона составляет 5 358 км². Территория представляет собой довольно плоскую равнину с небольшими горными хребтами на севере и западе. Юго-восток Супханбури — важный район производства риса. Климат региона — тропический, муссонный.

## Этимология
Слово «супхан» происходит от санскритского слова «суварна» (सुवर्ण) — золото; а слово «бури» от санскритского «пури» (पुरी) — город. Таким образом название провинции можно перевести как «Город золота».

## Население
Население провинции — 849 699 человек (2015), главным образом тайцы со значительным китайским меньшинством. Плотность населения — 157,70 чел./км². Более 96 % населения — буддисты.

## Административное деление
Провинция подразделяется на 10 ампхе, которые в свою очередь делятся на 110 подрайона (тамбон) и 977 поселений (мубан).
| 1. Mueang Suphanburi 2. Doem Bang Nang Buat 3. Dan Chang 4. Bang Pla Ma 5. Si Prachan | 1. Don Chedi 2. Song Phi Nong 3. Sam Chuk 4. U Thong 5. Nong Ya Sai |